# IC 2261
IC 2261 је појединачна звијезда у сазвјежђу Рак која се налази на листи објеката дубоког неба у Индекс каталогу.
Деклинација објекта је + 23° 30' 34" а ректасцензија 8h 17m 32,7s.